# Heterothripidae
Heterothripidae zijn een familie van tripsen (Thysanoptera). De familie kent zeven geslachten.

## Taxonomie
De familie kent de volgende geslachten:
- Aulacothrips
- Electrothrips
- Eocephalothrips
- Heterothrips
- Lenkothrips
- Protothrips
- Scutothrips